# بردگوری چال دیره
بردگوری چال دیره در شهرستان اندیکا، بخش چلو، دهستان للر و کتک ، ۶ کیلومتری جنوب شرق روستای کتک واقع شده و این اثر در تاریخ ۲۶ اسفند ۱۳۸۷ با شمارهٔ ثبت ۲۵۹۸۲ به‌عنوان یکی از آثار ملی ایران به ثبت رسیده است.